# Carlos Carvalhal
Carlos Augusto Soares da Costa Faria Carvalhal (Braga, 4 de dezembro de 1965) é um treinador e ex-futebolista português que atuava como zagueiro. Atualmente está sem clube.
Como jogador, totalizou 197 jogos na Primeira Liga de Portugal a serviço de seis clubes diferentes.
A sua carreira de treinador iniciou-se em 1998, na qual já esteve no comando de oito clubes da primeira divisão portuguesa. Foi campeão da Taça da Liga em 2008 com o Vitória de Setúbal e vice-campeão da Taça de Portugal a frente do Leixões em 2002.
Fora de Portugal, Carlos Carvalhal tem experiência como treinador de equipes na Grécia, Turquia, Inglaterra, País de Gales e Emirados Árabes Unidos e Espanha.

## Carreira como jogador
Nascido em Braga, Carvalhal jogava como defensor e representou principalmente o SC Braga, em sua carreira como jogador. Na temporada 1987–88, em uma de suas três passagens no clube, teve seu melhor desempenho na Primeira Liga, com 34 jogos e sete cartões amarelos, contudo a equipe da região do Minho terminou a temporada somente na 11ª posição.
Na temporada seguinte, Carvalhal teve a oportunidade de se transferir para o Porto, entretanto foi dispensado logo após o primeiro ano.
Até o fim de sua carreira, ainda passou por Beira-Mar, Braga novamente, Tirsense, Chaves e Espinho, onde se aposentou aos 32 anos de idade.

## Carreira como treinador

### Espinho, Freamunde e Leixões
Carvalhal começou sua carreira como treinador, justamente, em seu último clube como jogador: o Espinho, na Segunda Liga, sendo dispensado no começo da sua segunda temporada.
Entre 1999 e 2000 treinou o Freamunde tendo colocado o mesmo em 9º lugar da Segunda Liga.
Em 2002, foi contratado pelo Leixões e o seu nome ficou marcado na história do futebol português quando foi o primeiro (e, até o presente momento, único) treinador que conseguiu classificar uma equipe da II Divisão B para a final da Taça de Portugal (perdeu para o Sporting por 1–0) e consequentemente garantir um lugar na antiga Copa da UEFA, atual Liga Europa.

### Vitória de Setúbal
Na temporada 2003–04, Carvalhal ajudou o Vitória de Setúbal a voltar à elite do futebol português. A boa campanha permitiu o convite para trabalhar no Os Belenenses.

### Belenenses, Braga e Beira-Mar
Nas temporadas seguintes, Carlos Carvalhal acabou por viver seus momentos mais complicados como treinador.
Por conta do bom trabalho no Vitória de Setúbal na temporada anterior, foi contratado pelo Belenenses com boas expectativas. Porém, o treinador acabou por ser demitido logo no início da temporada após uma sequência terrível de cinco derrotas em oito jogos.
Carvalhal teve o mesmo destino em seus dois trabalhos seguintes no Braga e no Beira-Mar. Acabou demitido do clube de Aveiro em Dezembro de 2006 para dar lugar ao espanhol Francisco "Paco" Soler, no âmbito de uma parceria que o SC Beira-Mar celebrou com a empresa Inverfutbol, com sede na Espanha e ligada à intermediação de jogadores.

### Retorno ao Vitória de Setúbal
Em 2007-08, Carlos Carvalhal voltou ao Vitória de Setúbal e viveu, até aquele momento, seu melhor ano como treinador. Ele liderou os Sadinos à sexta colocação na Primeira Liga e a consequente classificação para a Copa da UEFA. Além disso, foi campeão da primeira edição da Taça da Liga (frente ao Sporting).

### Asteras Tripolis
Em maio de 2008, Carvalhal aceitou o seu primeiro desafio de treinar um clube fora de seu país. O português foi contratado para treinar o Asteras Tripolis, equipe da Super League Greece (em grego: Σούπερ Λίγκα), a 1ª divisão do Campeonato Grego, assinando um contrato de dois anos com salário de 500 mil euros anuais. Em novembro de 2008 acertou a rescisão com o clube grego, deixando o clube na 12ª posição no campeonato local.

### Marítimo
Em fevereiro de 2009, após Lori Sandri ter apresentado a demissão do comando técnico do Clube Sport Marítimo, Carvalhal foi o escolhido para ocupar o lugar, num contrato válido por uma temporada e meia. No entanto, face aos resultados negativos (em 17 partidas apenas conseguir vencer duas), foi demitido do cargo em setembro de 2009.

### Sporting
No dia 15 de novembro de 2009, teve a sua oportunidade em um dos três grandes clubes de Portugal: foi confirmado como novo técnico do Sporting de Lisboa para substituir Paulo Bento, tendo contrato até ao final da temporada, com mais uma de opção. Rescindiu contrato com o Sporting depois de terminar em 4º lugar, 28 pontos atrás do campeão Benfica e tendo chegado às oitavas de final da UEFA Europa League.

### Beşiktaş e İstanbul Başakşehir
Entre agosto de 2011 e abril de 2012 foi técnico do Beşiktaş de Istambul, onde entrou a título provisório, substituindo o treinador Tayfur Havutçu, preso por suspeitas de corrupção, treinando os jogadores portugueses Manuel Fernandes, Simão Sabrosa, Ricardo Quaresma, Hugo Almeida, Bébé e Júlio Alves.
O técnico acabou por ser afastado após mudanças na direção numa altura em que o clube se encontrava em dificuldades financeiras.
Permanecendo na mesma cidade turca, Carvalhal foi então contratado como treinador do Istanbul Başakşehir em maio de 2012. Desligou-se do clube em Novembro, deixando a equipe no 14º lugar na Süper Lig (Campeonato Turco).

### Sheffield Wednesday
Em 30 de junho de 2015, após quase três anos de inatividade como treinador, Carvalhal começou a treinar o Sheffield Wednesday, equipe da EFL Championship, equivalente a segunda divisão do futebol inglês. Nessa temporada conseguiu ficar em sexto lugar, e consequentemente qualificado para jogar os play-offs de acesso a Premier League, a primeira divisão da Inglaterra, perdendo na final em Wembley. Ainda assim, teve feitos notáveis, como por exemplo ao eliminar o Arsenal na quarta rodada da Copa da Liga Inglesa (EFL Cup) com uma vitória de 3–0.
Em maio de 2017, após conseguir colocar o Wednesday em quarto lugar, Carvalhal tornou-se o primeiro português a ganhar o prémio de melhor treinador do mês (EFL Championship Manager of the Month). Ele levou a equipe aos play-offs novamente e perdeu para o Huddersfield Town nos pênaltis.

### Swansea City
Em 24 de dezembro 2017, saiu do Sheffield Wednesday por mútuo acordo, por estar abaixo do meio da tabela. Quatro dias depois tornou-se treinador do Swansea City, que jogava a Premier League. No seu primeiro jogo no comando ganhou 2–1 contra o Watford fora de casa, liderado pelo seu compatriota Marco Silva. Após as duas vitórias seguidas em casa sobre o Liverpool (1–0) e o Arsenal (3–1), foi nomeado o Melhor Treinador da Premier League do mês de janeiro.
No dia 18 de maio de 2018, após o rebaixamento do Swansea City, Carvalhal deixou o clube.

### Retorno a Portugal (Rio Ave e Braga)
Carlos Carvalhal retornou a Portugal um ano depois para assumir o Rio Ave. Na sua única temporada, teve grande destaque ao liderar a equipe de Vila do Conde a classificação para a UEFA Europa League, finalizando a Primeira Liga em quinto lugar com 55 pontos, melhor pontuação da história do Rio Ave no campeonato.
Em 28 de julho de 2020, dois dias após anunciar sua saída do Rio Ave, Carvalhal assinou um contrato de dois anos com o Braga, retornando ao clube de sua cidade após 14 anos. Nos Arsenalistas, conseguiu ir à final da Taça da Liga, onde perdeu para o Sporting, e à final da Taça de Portugal, em que o time superou o Benfica. Já na Liga Europa, viu a equipe ser eliminada nas 16 avos de final pela Roma, depois de ficar em segundo lugar na fase de grupos (mesma pontuação que o primeiro, Leicester City). No Campeonato Português, chegou a estar em segundo lugar, porém os maus resultados nos últimos 10 jogos definiram o quarto lugar na classificação.

### Al Wahda
No dia 1 de junho de 2022, Carlos Carvalhal foi anunciado como novo treinador do Al Wahda. E em 3 de outubro de 2022, acabou sendo demitido após quatro jogos.

### Celta de Vigo
Em 2 de novembro de 2022, após a demissão do Eduardo Coudet, o Celta de Vigo anunciou Carlos Carvalhal como novo treinador.

### Olympiacos
Chegou no Olympiacos em dezembro de 2023, mas em fevereiro do ano seguinte foi demitido após apenas 11 jogos no comando do time grego.

## Vida pessoal
Carvalhal estudou na Universidade junto com o seu colega treinador Rui Faria e estudou para tirar sua licença de treinador, a UEFA Pro License, na mesma classe de José Mourinho.
Carlos Carvalhal é também um dos autores, ao lado de Bruno Lage e João Mário Oliveira, do livro Soccer: Developing a Know-How (2014).
É um dos fundadores da empresa multinacional desportiva Lacatoni.

## Títulos
Leixões
- Campeonato Português - Terceira Divisão: 2002–03

Vitória de Setúbal
- Taça Ibérica: 2005
- Taça de Portugal: 2004–05
- Taça da Liga: 2007–08

Beira-Mar
- Campeonato Português - Segunda Divisão: 2005–06

Marítimo
- Taça da Madeira: 2008–09

Beşiktaş
- Copa da Turquia: 2010–11

Braga
- Taça da Liga: 2019–20
- Taça de Portugal: 2020–21

### Prêmios individuais
- Treinador do Ano - Galardões "A Nossa Terra": 2003
- Treinador do Ano - Troféu "O Minhoto"
- Prémio Cândido de Oliveira - Associação Nacional de Treinadores de Futebol 2004
- Prémio José Maria Pedroto - Associação Nacional de Treinadores de Futebol: 2007
- Prémio Fernando Vaz - Associação Nacional de Treinadores de Futebol 2008